# Thaumatotibia
Thaumatotibia es un género de polillas tortrícidas, categorizado en la tribu Grapholitini, de la subfamilia Olethreutinae. Fue descrito por Zacher en 1915.

## Especies
- Thaumatotibia aclyta (Turner, 1916)
- Thaumatotibia agriochlora (Meyrick, 1929)
- Thaumatotibia apicinudana (Mabille, 1900)
- Thaumatotibia batrachopa (Meyrick, 1908)
- Thaumatotibia chaomorpha (Meyrick, 1929)
- Thaumatotibia citrogramma (Clarke, 1976)
- Thaumatotibia dolichogonia (Diakonoff, 1988)
- Thaumatotibia ecnomia (Diakonoff, 1974)
- Thaumatotibia encarpa (Meyrick, 1920)
- Thaumatotibia etiennei (Diakonoff, 1974)
- Thaumatotibia eutacta (Diakonoff, 1988)
- Thaumatotibia fulturana (Kuznetzov, 1992)
- Thaumatotibia hemitoma (Diakonoff, 1976)
- Thaumatotibia leucotreta (Meyrick, 1913)
- Thaumatotibia macrogona (Diakonoff, 1988)
- Thaumatotibia macrops (Diakonoff, 1959)
- Thaumatotibia nannophthalma (Diakonoff, 1976)
- Thaumatotibia nythobia (Clarke, 1971)
- Thaumatotibia rassembi Bippus, 2020
- Thaumatotibia rochata Bippus, 2020
- Thaumatotibia zophophanes (Turner, 1946)